# Fuoco su di me
Pour plus de détails, voir Fiche technique et Distribution.
Fuoco su di me est un film italien réalisé par Lamberto Lambertini, sorti en 2006.

## Synopsis
L'histoire d'Eugenio, jeune soldat napolitain de l'armée napoléonienne.

## Fiche technique
- Titre : Fuoco su di me
- Réalisation : Lamberto Lambertini
- Scénario : Lamberto Lambertini
- Musique : Savio Riccardi
- Photographie : Pino Sondelli
- Montage : Anna Rosa Napoli
- Production : Sergio Scapagnini et Luciano Stella
- Société de production : Indrapur Cinematografica, Stella Film et Rai Cinema
- Pays :  Italie
- Genre : Historique
- Durée : 100 minutes
- Dates de sortie : 
  -  Italie : avril 2006

## Distribution
- Omar Sharif : le prince Nicola
- Massimiliano Varrese : Eugenio
- Sonali Kulkarni : Graziella
- Zoltán Rátóti : Joachim Murat
- Maurizio Donadoni : Aymon

## Distinctions
Le film a été nommé pour 3 David di Donatello.